# Rothesay International Eastbourne 2023

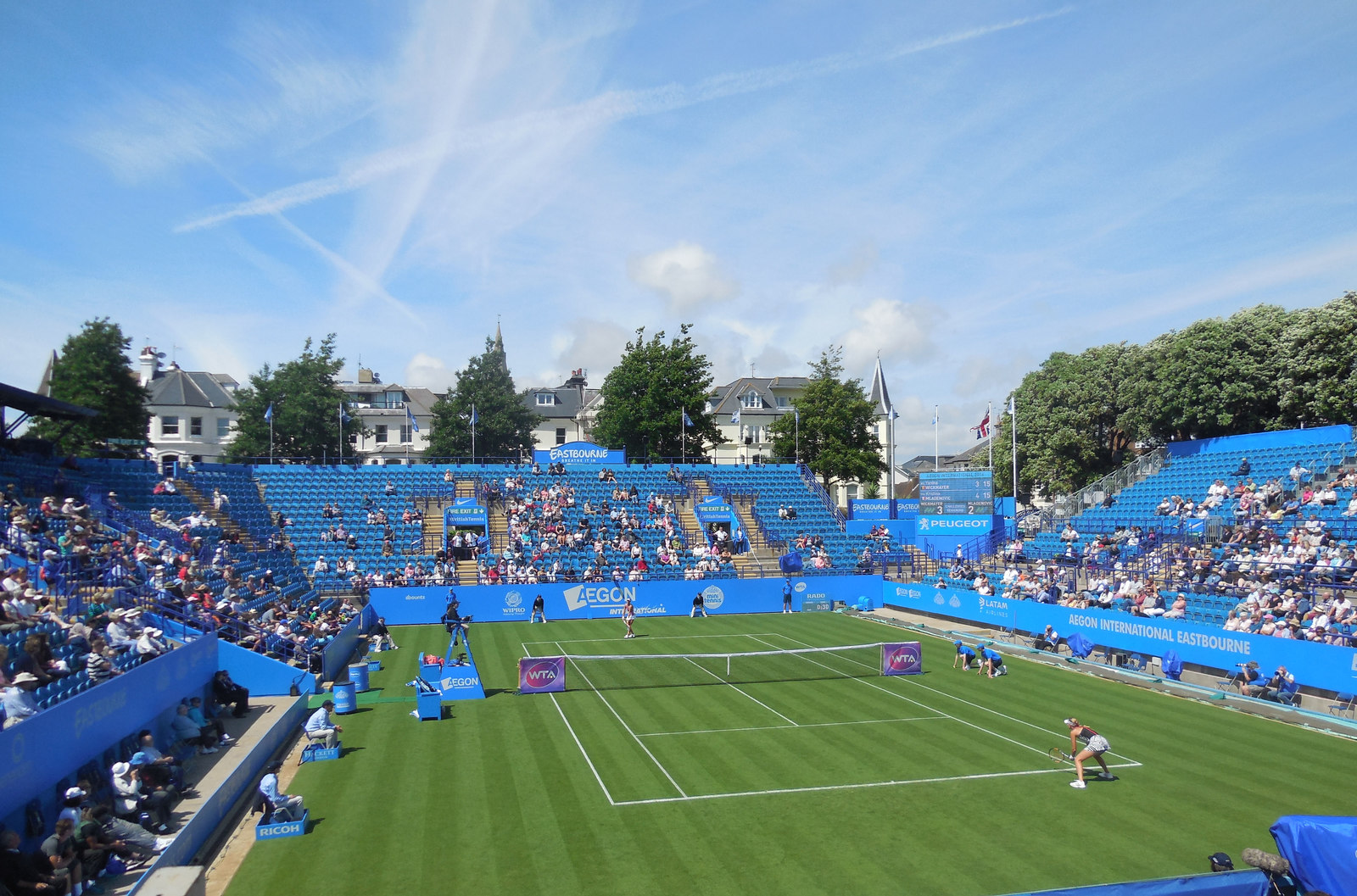
Devonshire Park Centre Court

Das Rothesay International Eastbourne 2023 war ein WTA-Tennisturnier der WTA Tour 2023 für Damen und ein ATP-Tennisturnier der ATP Tour 2023 für Herren in Eastbourne. Die Turniere fanden parallel vom 26. Juni bis 1. Juli 2023 statt.

## Herrenturnier
→ Qualifikation: Rothesay International Eastbourne 2023/Herren/Qualifikation

## Damenturnier
→ Qualifikation: Rothesay International Eastbourne 2023/Damen/Qualifikation